# Stand Up Tour
Stand Up Tour 2011 è il primo tour della cantante inglese Jessie J, con poche date per promuovere l'album di debutto Who You Are.

## Setlist
- "Mamma Knows Best"
- "Abracadabra"
- "Stand Up"
- "Do It like a Dude (Acoustic)"
- "Do It like a Dude"
- "L.O.V.E"
- "Big White Room"
- "Who's Laughing Now"
- "Rainbow"
- "Nobody's Perfect"

Encore
1. "Who You Are"
2. "Price Tag"

## La band
- Rene Woollard – chitarra
- Nathaniel 'Tonez' Fuller – batteria
- Keyboards: Hannah V – tastiere
- Phil Simmonds – basso

## Date del tour
| Data           | Città      | Stato       | Luogo                         |
| -------------- | ---------- | ----------- | ----------------------------- |
| Europa         |            |             |                               |
| 31 marzo 2011  | Glasgow    | Scozia      | O2 Academy Glasgow            |
| 1 aprile 2011  | Bristol    | Inghilterra | O2 Academy Bristol            |
| 2 aprile 2011  | Birmingham | Inghilterra | O2 Academy Birmingham         |
| 4 aprile 2011  | Manchester | Inghilterra | Manchester Academy            |
| 5 aprile 2011  | Londra     | Inghilterra | O2 Shepherd's Bush Empire     |
| 7 aprile 2011  | Dublino    | Irlanda     | The Academy                   |
| 18 aprile 2011 | Doha       | Qatar       | Khalifa International Stadium |